# Mesochorus minutulus
Mesochorus minutulus är en stekelart som beskrevs av Schwenke 1999. Mesochorus minutulus ingår i släktet Mesochorus och familjen brokparasitsteklar. Inga underarter finns listade i Catalogue of Life.